# Geografia Suediei

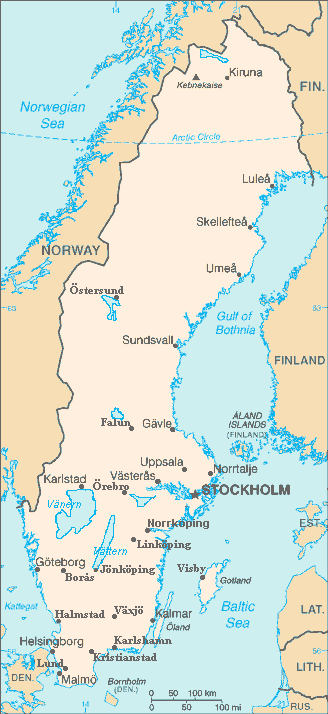
Harta cu orașele Suediei

Geografia Suediei se evidențiază prin faptul că Suedia ocupă o poziție centrală în Europa Nordică, regiune din care este cea mai mare țară (exceptând Rusia).
- Vârfuri: Sarek (2090 m), Sulitjelma (1914 m), Râuri: Klar, Osterdal, Indals, Angerman, Ume, Pite, Lule, Torne, Muonio.
- Lacuri: Vanern, Vatern, Malaren, Storsjon, Siljan, Nornavam.
- Clima temperat-maritimă în sud și aspră în nord. Vegetație: păduri de conifere și de foioase (50% din suprafață), plante de tundră montană. Numeroase rezervații naturale și parcuri naționale.